# ジョイナー (鉄道模型)

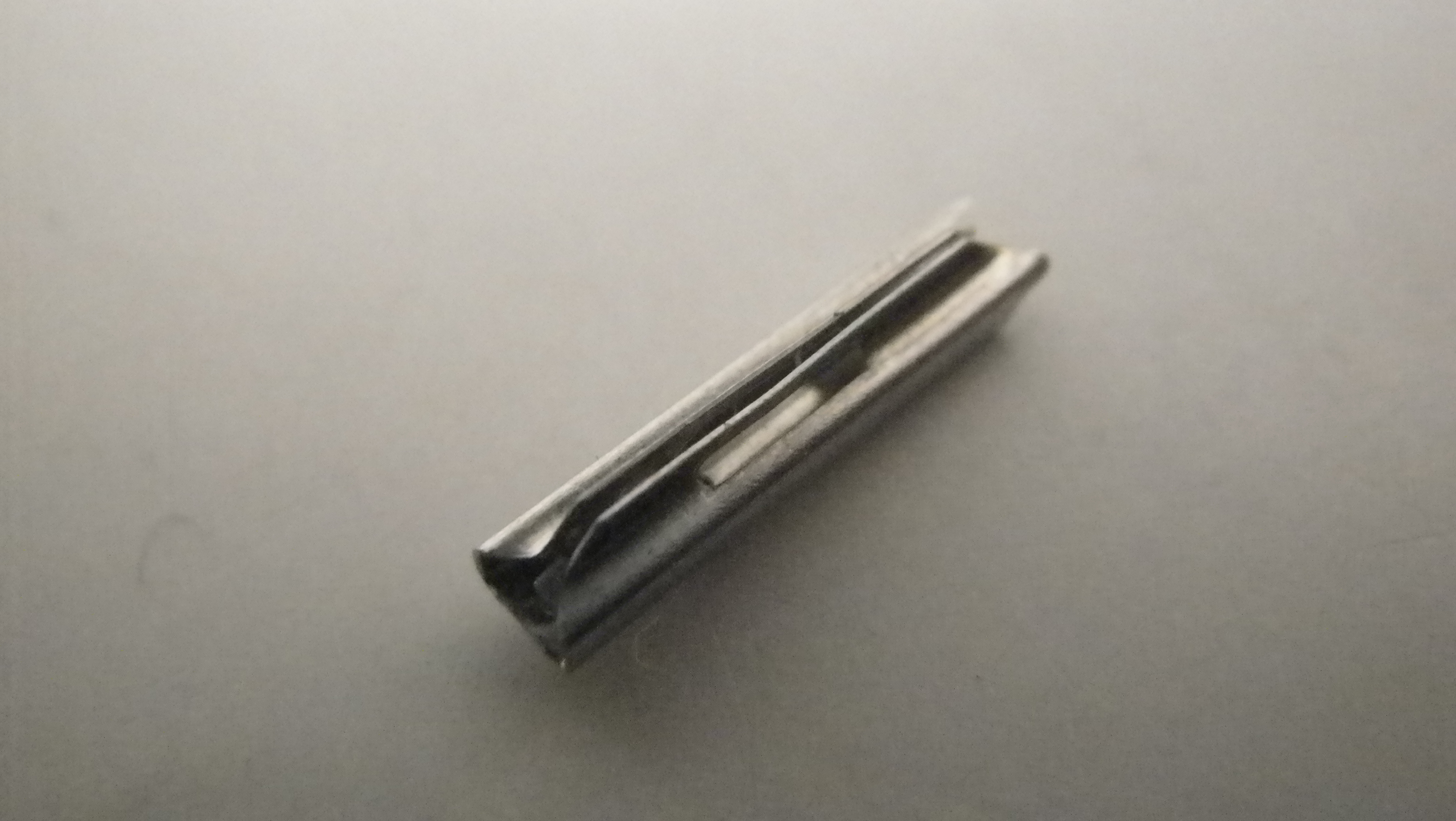
TOMIXの道床付きレール、ファイントラックに使用されているジョイナー。通常はこのように取り外さず、片側のレールに取り付けた状態で使用される。

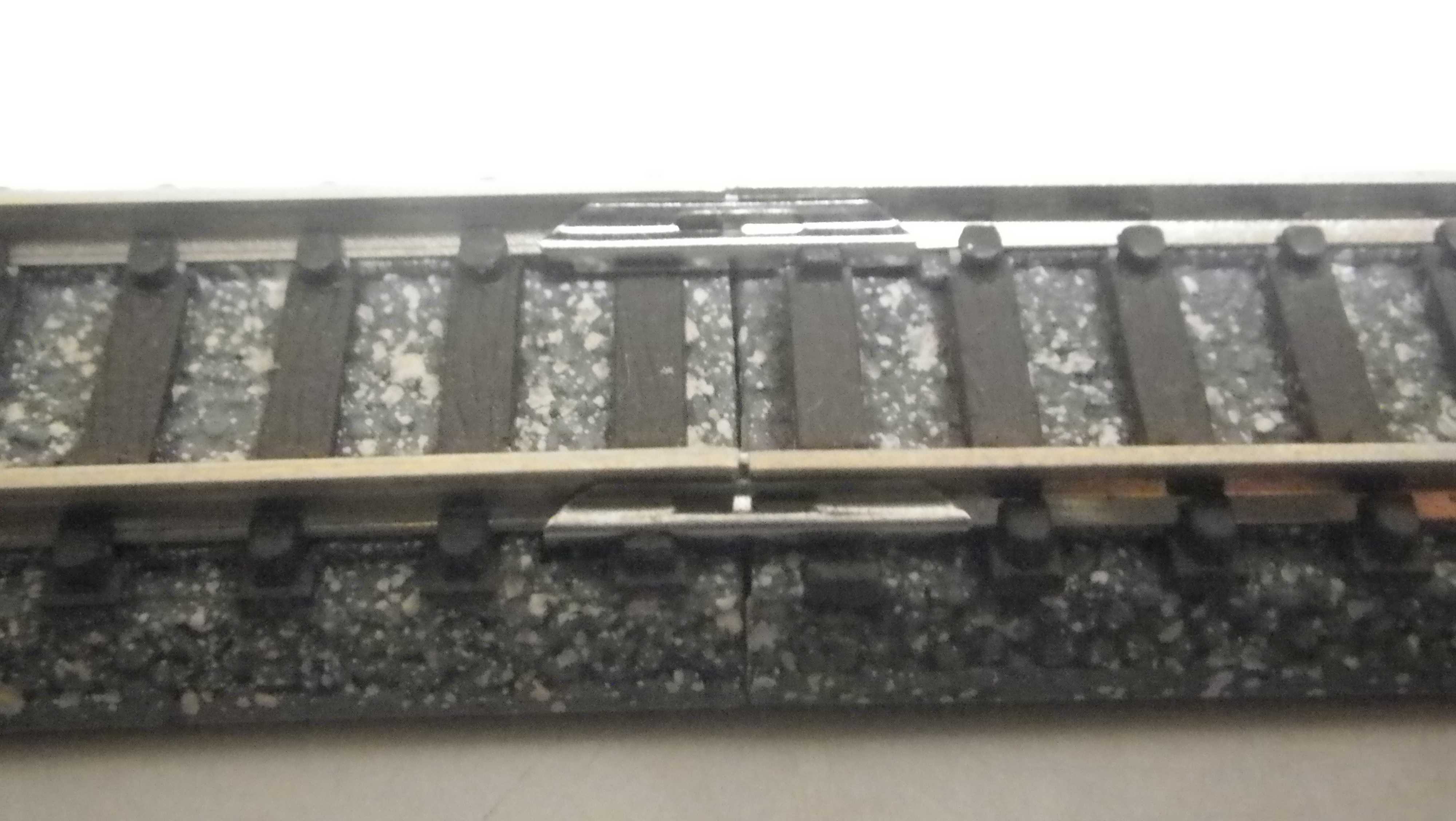
ファイントラックのレールを連結した状態。レール1本に対してジョイナーが2つ使用されている。

ジョイナー（Joiner ）とは、鉄道模型のレール同士をつなぐ部品である。

## 概要
ジョイナーには、レール同士を電気的に接続する役目もあるので、金属製であるが、道床つき線路の場合は、金属製のジョイナーに樹脂製の被覆を設けて、道床同士を固定する機能を持たせたものもある。
また、レール同士を電気的に切り離したい場合（たとえばリバース運転を行う場合）に使用する、樹脂製の絶縁ジョイナー（ギャップジョイナーとも呼ばれる）もある。